# Hutzfeld
Hutzfeld ist ein Dorf und Ortsteil der Gemeinde Bosau.

## Lage
Der Ortsteil Hutzfeld liegt recht zentral im Gemeindegebiet. Der Brackrader Ziegeleigraben fließt (grob) von Nord nach Süd durch die Dorflage.

## Infrastruktur
Im Ort ist ein Schulzentrum, bestehend aus einer Grund- und Regionalschule, ansässig.
Hutzfeld ist Standort der größten Feuerwehreinrichtung in der Gemeinde Bosau.

## Quelle/Weblink
- Hutzfeld. Abgerufen am 24. Dezember 2022.